# Pochardiana
Pour plus de détails, voir Fiche technique et Distribution.
Pochardiana ou le Rêveur éveillé est un film français muet de Georges Méliès sorti en 1908.

## Fiche technique
- Titre original : Pochardiana ou le Rêveur éveillé
- Réalisation : Georges Méliès

- Société de production : Star Film

- Pays de production :  France
- Langue originale : français
- Format : noir et blanc — Film muet
- Durée : 277 mètres
- Date de sortie : France 1908

## Distribution
- Georges Méliès : un des magiciens du roi